# Leptasthenura
A Leptasthenura a madarak (Aves) osztályának verébalakúak (Passeriformes) rendjébe és a fazekasmadár-félék (Furnariidae) családjába tartozó nem.

## Rendszerezésük
A nemet Heinrich Gottlieb Ludwig Reichenbach német botanikus és ornitológus írta le 1853-ban, az alábbi fajok tartoznak ide:
- Leptasthenura xenothorax
- Leptasthenura platensis
- Leptasthenura setaria
- Leptasthenura striolata
- Leptasthenura striata
- Leptasthenura pileata
- Leptasthenura fuliginiceps
- Leptasthenura aegithaloides
- Leptasthenura pallida[1] vagy Leptasthenura aegithaloides pallida[2]
- Leptasthenura berlepschi[1] vagy Leptasthenura aegithaloides berlepschi[2]
- Leptasthenura andicola
- Leptasthenura yanacensis[2] vagy Sylviorthorhynchus yanacensis[1]

## Előfordulásuk
Dél-Amerika területén honosak. Természetes élőhelyeik a mérsékelt övi erdők és cserjések, szubtrópusi és trópusi esőerdők, száraz erdők és cserjések.

## Megjelenésük
Testhosszuk 15-19 centiméter körüli.